# ジャー動物保護区
ジャー動物保護区は、カメルーンにある自然保護区。首都ヤウンデの東南約70kmにあたる。東西90km、南北40km、面積5260km2に及ぶ。全体の約8割が人口の希薄な東部州、約2割が都市化が進んだ南部州に属する。領域全体がジャー川の本流、支流に取り囲まれている。バカ族のみ居住を認められている。
ユネスコの世界遺産に登録されている。選考理由は、アフリカ州における自然のままの姿が残された最大の熱帯雨林であること。フランス領だった1932年には一部地域の保護が始まり、1950年に自然保護区となった。また、1981年に生物圏保護区にも指定された。
2012年まではカメルーン唯一の世界遺産であった。（2012年に「サンガ川流域の3か国保護地域」にカメルーン、コンゴ、中央アフリカ共和国の3カ国からなる国立公園が世界遺産登録された。）
モアビ、ギルベルティオデンドロン・デウェウレイなどの1500種の植物（うち43種が林冠を形成、53種が低木）と107種の哺乳類（うち5種は絶滅危惧種）が確認されている。特にサル目の哺乳類が豊かである。チンパンジー、ゴリラ（ニシローランドゴリラ）、マンドリル、ドリル、コロブス（アビシニアコロブス）やタラポアン属、シロエリマンガベイを含むマンガベイ属などの各種のオナガザル、ガラゴ属やポト属等のロリスが生息している。その他の哺乳類としては、ヒョウ、シタツンガやボンゴ等のアンテロープ、アフリカスイギュウ、イボイノシシ、モリイノシシ、マルミミゾウ、変わった体表を備えるセンザンコウ（オオセンザンコウ）が見られる。哺乳類以外では、ニシキヘビ、ワニ、ズアカハゲチメドリ、ヨウムが住む。

## 登録基準
この世界遺産は世界遺産登録基準のうち、以下の条件を満たし、登録された（以下の基準は世界遺産センター公表の登録基準からの翻訳、引用である）。
- (9) 陸上、淡水、沿岸および海洋生態系と動植物群集の進化と発達において進行しつつある重要な生態学的、生物学的プロセスを示す顕著な見本であるもの。
- (10) 生物多様性の本来的保全にとって、もっとも重要かつ意義深い自然生息地を含んでいるもの。これには科学上または保全上の観点から、すぐれて普遍的価値を持つ絶滅の恐れのある種の生息地などが含まれる。